# Lương Sùng Nghĩa
Lương Sùng Nghĩa (chữ Hán: 梁崇義, bính âm: Liang Chongyi, ? - 781), là Tiết độ sứ Sơn Nam Đông Đạo dưới triều nhà Đường trong lịch sử Trung Quốc. Sau khi tiền tiết độ sứ Lai Thiến bị giết, ông lợi dụng sự bất mãn của quân đội với triều đình mà tự lập lên làm Tiết độ sứ, mưu đồ li khai với nhà Đường. Năm 781, ông hưởng ứng ba trấn ở Hà Bắc tiến hành nổi dậy, song nhanh chóng bị Tiết độ sứ Hoài Tây Lý Hi Liệt đánh bại và giết chết.

## Phục vụ Lai Thiến
Sử sách không cho biết ngày tháng năm sinh và gia thế của Lương Sùng Nghĩa, chỉ ghi rằng ông là người Trường An. Ông được nhiều người biết đến vì có sức khỏe phi thường, có thể bẻ cong thỏi vàng hay kéo giãn sợi kim loại. Ban đầu, ông được bổ nhiệm làm cung thủ bảo vệ hoàng cung, về sau đi theo tướng Lai Thiến tham gia vào chiến dịch tiêu diệt phản quân An-Sử. Trong thời gian đó, Lương Sùng Nghĩa tỏ ra trầm lặng và ít nói, nhưng được lòng tướng sĩ dưới quyền; về sau dời làm Thiên bì. Khi Lai Thiến được bổ làm Tiết độ sứ Sơn Nam Đông Đạo, đến đóng tại Tương Dương, Lương Sùng Nghĩa cũng đi theo ông ta. Trong thời gian đó, Lai Thiến thường xuyên vào triều yết kiến Đường Túc Tông, phân chư tướng trấn giữ một số nơi; trong đó Lương Sùng Nghĩa được cử đến giữ vùng Nam Dương...
Đại Tông lên ngôi (762), hạ lệnh dời Lai Thiến đến trấn giữ đất Hoài Tây nhằm triệt bớt vây cánh của ông ta, Lai Thiến ra sức từ chối và vẫn ở lại trấn. Cuối năm 762, khi hoạn quan Lý Phụ Quốc bị giết, Lai Thiến bị Vương Trọng Thăng tố cáo là khi trước có mưu đồ liên kết với quân Đại Yên, cuối cùng ông ta bị cách chức, lưu đày rồi bị ép phải tự tử.
Lúc bấy giờ Lương Sùng Nghĩa đang ở Nam Dương, nghe được tin đó, đem quân tới Tương châu. Ông cùng các tướng khác là Lý Chiêu và Tiết Nam Dương trở thành những người có khả năng lên thay chức Tiết độ sứ. Quân sĩ ủng hộ ông, nói: Binh không thể không do Lương khanh làm chủ. Rồi tôn Sùng Nghĩa lên nằm quyền chỉ huy. Tháng 2 ÂL năm 763, Sùng Nghĩa giết Chiêu và Nam Dương, đe dọa trừng phạt những ai chống đối. Lúc bấy giờ nhà Đường suy yếu, đành phải công nhận Lương Sùng Nghĩa là Tiết độ sứ ở Sơn Nam Đông Đạo.

## Tiết độ sứ
Sau khi lên nắm quyền, Lương Sùng Nghĩa cho chôn cất Lai Thiến tử tế và xây miếu cho ông ta. Ông không dùng phủ cũ của Lai Thiến mà ở nơi khác, để tỏ lòng tôn kính chủ cũ.
Lương Sùng Nghĩa tìm cách dần li khai với triều đình nhà Đường. Ông liên kết với một số Tiết độ sứ khác như Điền Thừa Tự ở Ngụy Bác, Lý Bảo Thần ở Thành Đức và Lý Chánh Kỉ ở Bình Lư. Các trấn này hầu như chỉ còn thần phục nhà Đường trên danh nghĩa. Lương Sùng Nghĩa kiểm soát được 6 châu, nhưng tình thế của ông bất lợi hơn các trấn ở Hà Bắc vì xung quanh Tương châu toàn là các trấn trung thành với triều đình. Do vậy Lương Sùng Nghĩa không dám công khai chống đối như hai xứ Ngụy, Triệu; đôi khi làm theo mệnh lệnh của nhà Đường.
Đức Tông lên ngôi (779). Một số thân tín của Lương Sùng Nghĩa dâng thư đề nghị ông đên Trường An yết kiến thiên tử. Sùng Nghĩa nói
Bổn soái của ta là Lai công xưa kia lập biết bao công to cho quốc gia. Giữa những năm Thượng Nguyên (769 - 762), còn thẳng thắn vạch tội bọn hoạn quan lộng quyền. Khi Đại Tông tức vị, ông không cần triệu tập mà cũng tự đến yết kiến, nhưng kết quả thì không tránh khỏi việc diệt môn. Nay ta thường làm nhiều việc đả động đến triều đình, lẽ nào dám vào yết kiến nữa.
Lý Bảo Thần chết đi (781), con là Lý Duy Nhạc lên kế vị mà không có sự đồng ý của triều đình. Triều đình cử quân thảo phạt. Duy Nhạc liên kết với Điền Duyệt (cháu của Điền Thừa Tự), Lý Chánh Kỉ và cả Lương Sùng Nghĩa mưu đồ kháng mệnh. Tiết độ sứ Hoài Tây Lý Hi Liệt nhiều lần dâng biểu xin tấn công Lương Sùng Nghĩa, Sùng Nghĩa rất lo sợ và bố trí phòng bị. Có người tên là Quách Tích tố cáo Lương Sùng Nghĩa làm phản, Đức Tông do muốn trấn an ông nên giáng chức của Quách Tích, sai Kim bộ viên ngoại lang Lý Chu đến ủy lạo ông. Trước kia Lưu Văn Hỉ làm loạn, Chu thường đến trại ông này trình bày lợi hại, rốt cục Văn Hỉ bị tướng dưới quyền giết chết. Mấy kẻ phản trắc cho rằng Lý Chu là người có khả năng khích quân giết tướng, nên ghen ghét. Vì thế khi Chu tới nơi, Sùng Nghĩa không cho vào gặp. Mùa xuân năm sau, Chu lại được cử đến Kinh Tương, Sùng Nghĩa không tiếp và yêu cầu triều đình cử sứ khác đến. Do triều đình lo việc đối phó với Thành Đức và Tri Thanh nên muốn xoa dịu ông, liền cử Trương Trứ đến Sơn Nam, tuyên chiếu phong Sùng Nghĩa là Đồng bình chương sự, triệu về Trường An, phong thưởng cho thê, tử, ban thiết khoán, phong bì tướng Lận Cảo làm thứ sử Đặng châu. Lận Cảo nhận chiếu, nhưng chưa tuân theo, xin lệnh của Sùng Nghĩa. Ông tỏ ra nghi ngờ, khi gặp Trương Trứ thì khóc lóc thảm thiết và không nhận mệnh.
Đức Tông bèn quyết định cử quân thảo phạt Sùng Nghĩa, trong đó quân Hoài Tây là lực lượng chủ chốt. Có chiếu phong Lý Hi Liệt làm Nam Bình quận vương, kiêm Hán Bắc đô tri chư binh mã chiêu phủ xử trí sứ. Sùng Nghĩa nghe tin, cử quân tấn công Giang Lăng, mở đường tiến xuống phía nam, nhưng bị Lý Hi Liệt đánh bại một trận lớn ở Tứ Vọng (Tương Phàn hiện nay), phải lui về Tương châu, tập hợp quân lính ở hai châu Tương, Đặng cùng chống lại sự tấn công của triều đình. Lý Hi Liệt tiến quân về phía tây bắc, đến được Tương châu. Lương Sùng Nghĩa cho quân đánh úp trại của Lý Hi Liệt tại Lâm Hán (gần Tương châu), giết được vài trăm sĩ tốt. Lý Hi Liệt cử quân cứu viện. Các tướng Sơn Nam là Địch Huy và Đỗ Thiếu Thành bị tấn công và đánh bại quân Sơn Nam tại Man Thủy và Sơ Khẩu(thuộc Tương châu), sau đó đầu hàng Lý Hi Liệt. Hi Liệt chia quân cho họ, giao nhiệm vụ tiến công vào Tương Dương (trị sở của Tương châu). Lương Sùng Nghĩa ra trận đốc thúc quân sĩ chiến đấu, nhưng chẳng ai nghe lệnh, quân sĩ phá cửa thành bỏ chạy. Ông tuyệt vọng liền cùng thê thiếp và các con nhảy xuống giếng, tự tử. Lý Hi Liệt cho lôi cái xác của Lương Sùng Nghĩa lên, cắt đầu rồi gửi đến Trường An, lại giết một số thân thích và thân hữu của Sùng Nghĩa, cùng khoảng 3000 quân sĩ tham gia vào chiến dịch Lâm Hán.